# Струг, Анджей
Анджей Струг (настоящие имя и фамилия — Тадеуш Галецкий) (пол. Andrzej Strug; 28 ноября 1871, Люблин — 9 декабря 1937, Варшава) — польский писатель, публицист, литературный критик; масон, общественно-политический деятель, революционер.

## Биография
Обучался в институте сельского хозяйства и лесоводства в Пулавах, где принимал участие в нелегальной деятельности Польской социалистической партии. В 1895 году был арестован царскими властями и заключён в варшавскую Александровскую цитадель, после суда сослан в Архангельскую губернию (1897—1900).
После возвращения из ссылки в 1901—1904 учился на философском отделении Ягеллонского университета.
Участник революции 1905—1907 годов в Польше. Руководил крестьянским отделом ППС, редактировал «Народную газету» (пол. «Gazetа Ludowа») и «Сельский работник» («Robotnik Wiejski»).
После подавления революции бежал в Париж, где проживал до 1914 года. В 1908 вступил в ППС — революционная фракция, которую возглавлял Ю. Пилсудский.
Во время Первой мировой войны в чине вахмистра сражался в рядах польских легионов Пилсудского. В 1915—1918 — политический референт Польской военной организации.
В 1918 — зам. министра пропаганды во Временном Народном правительстве премьер-министра И. Дашинского, провозглашенной в Люблине Польской народной Республики.
В 1918—1919 редактировал журнал «Правительство и армия» (Rząd i Wojsko).
Был одним из организаторов и дважды председателем (1924, 1935) Профсоюза польских литераторов.
В 1920 — член Великой национальной польской ложи, в 1922—1925 — её великий мастер.
Избирался сенатором от ППС. После 1926 сблизился с левым крылом ППС, участвовал в антифашистском движении.
В 1933 отказался от членства в Польской академии литературы. В 1934 возглавил Лигу защиты прав человека и гражданина, в 1936 вошел в состав комитета Международной организации помощи борцам революции.

## Творчество

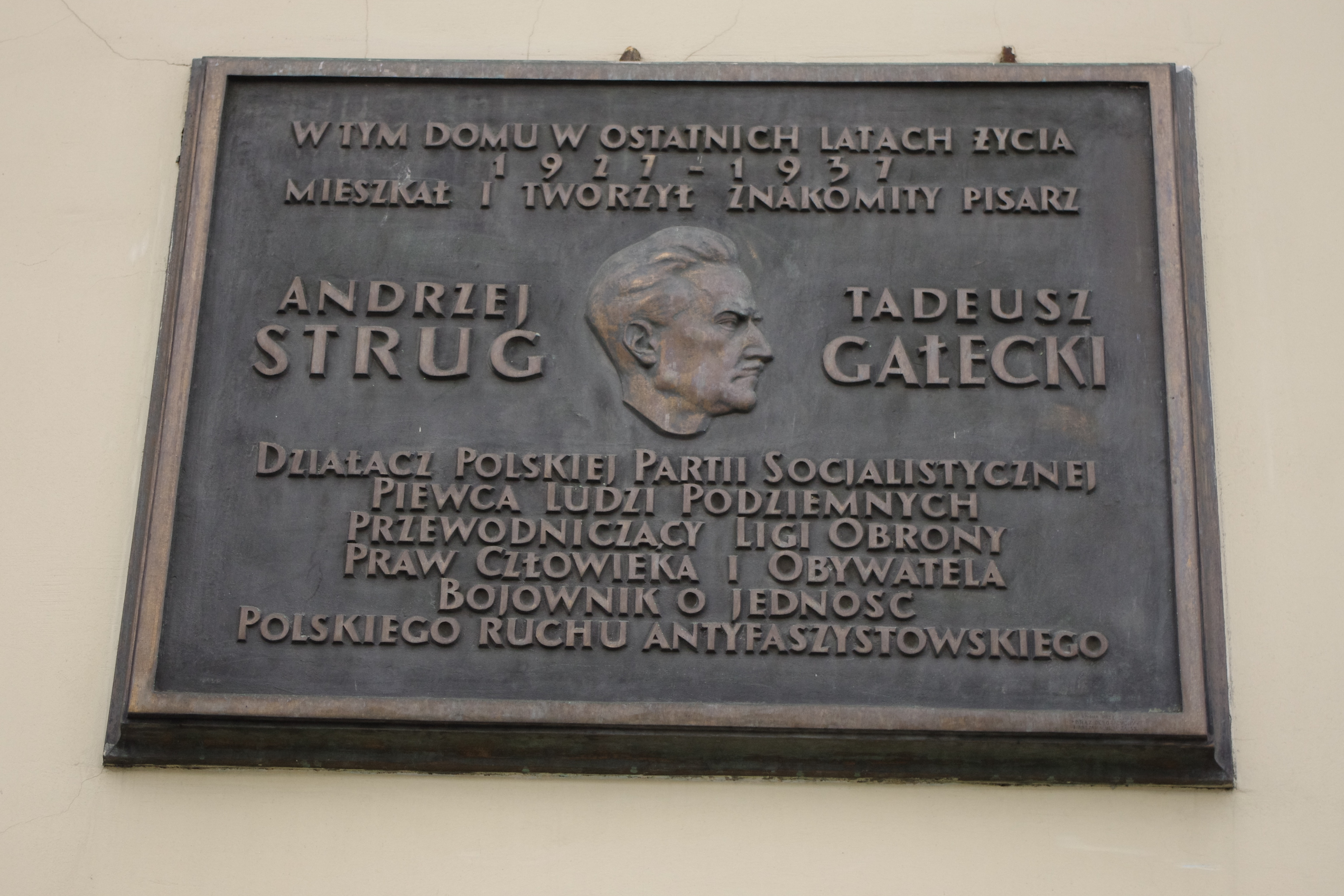
Мемориальная таблица А. Струга в Варшаве

Дебютировал как литературный критик в 1902 году. После смерти в 1925 году Ст. Жеромского считался новым воплощением совести польской литературы.
Рассказы и повести первого периода творчества написаны писателем на основе опыта революции 1905 года, в которых отображена революционная борьба, трагичность и жертвенность подвига революционеров-интеллигентов (сборники новелл «Люди подполья» (1908—1909), «Завтра…» (1908), «Из воспоминаний старика сочувствующего» (1908), «История одной бомбы» (1910), «Портрет» (1912)).
В цикле рассказов «Отцы наши» (1911) описаны события январского 1863 года восстания в Польше.
Первая мировая войны и боевой путь легионов Пилсудского нашли воплощение в повестях А. Струга «Химера» (1918), «Награда за верную службу» (1921), «Могила неизвестного солдата» (1922).
Свои разочарования в реальности независимой Польши, а также разоблачению послевоенной буржуазной действительности посвящены романы 1925 года «Поколение Марка Свиды» (экранизирована в 1929 году режиссёром М. Кравичем в фильме под названием «Греховная любовь»), «Деньги» (1921), «Карьера кассира Спеванкевича»(1928).
Общественно-политические отношения в период польского межвоенного двадцатилетия изобразил в сатирических произведениях «Великий день» и др. Автор сценария кинофильма «Пан Тадеуш» (1928).
В 1932—1933 издал широко известную пацифистскую трилогию «Жёлтый Крест», в которой показана преступность империалистической войны.

## Избранные произведения
- Kronika niedoszłych wydarzeń (1926),
- Fortuna kasjera Śpiewankiewicza (1928)
- Miliardy (1937—1938)
- Pisma (томы 1-20, 1930—1931).

## Награды
- Офицерский крест ордена Возрождения Польши (1925)
- Крест Независимости
- Крест Храбрых
- Золотые академические лавры (1935)